# غريغ كونينغهام
غريغ كونينغهام (بالإنجليزية: Greg Cunningham)‏ (مواليد 31 يناير 1991 في كارنمور - جمهورية أيرلندا) لاعب كرة قدم أيرلندي يلعب حاليا لصالح نادي الدرجة الممتازة مانشستر سيتي الإنجليزي منذ 2007 في مركز الظهير الأيسر كما يجيد اللعب في مركز الوسط الأيسر .

## روابط خارجية
- غريغ كونينغهام على موقع الاتحاد الأوربي (الإنجليزية)
- غريغ كونينغهام على موقع قاعدة بيانات كرة القدم.إي يو (الإنجليزية)
- غريغ كونينغهام على موقع ناشيونال فوتبول تيمز (الإنجليزية)
- غريغ كونينغهام على موقع Soccerbase.com (لاعب) (الإنجليزية)
- غريغ كونينغهام على موقع Soccerway.com (الإنجليزية)
- غريغ كونينغهام على موقع عالم كرة القدم.نت (الإنجليزية)
- غريغ كونينغهام على موقع كووورة